# 富田勳
富田勳（日语：／ Tomita Isao，1932年4月22日—2016年5月5日）是日本的著名作曲家和電子合成器演奏者，東京府（即今日的東京都杉並區）出身。
他常被電視台和電影公司要請為電視節目或電影作曲，並擅長利synthesizer合成的音樂來改編古典音樂，又可用電子音樂和表現太空的風景，具有玄妙和深奧的感覺。他被譽為「與喜多郎和星吉昭(即姬神的故主將)齊名的日本電子音樂或新紀元音樂家」。
在歐美他以自己的姓的羅馬拼音為藝名Tomita。

## 生平[1]
1932年在東京出生，四歲時在中國渡過一段短的日子，在1939年返國，就讀慶應義塾大學畢業。
1952年參加朝日新聞的作曲「風車」比賽入圍。
1955年起為，得到NHK接受其才能聘用當駐台作曲家。一般人認為的處女作是1956年夏季奥林匹克運動會，日本女子體操 代表隊的原創音樂。後為手塚治虫原著改編的卡通片小白獅和藍寶石王子創作主題曲，然後也因把前者改編成交響詩而榮獲文部省藝術獎。
1969年起轉向電子音樂發展，創作與改編了很多名曲，如銀河鐵道之夜動畫和改編德布西的月光曲等。1974年加入了RCA唱片公司，為其定期開音樂會和推出密紋唱片專輯。又在次年的1975年榮獲美國格林美獎。
1984年首次把太空中的電波收集編譜成音樂，並以黎明時的太陽風所產生的奇妙聲音DAWN CHOURS(本意是鳥類黎明時的合唱)為名，推出新的專輯<DAWN CHOURS>。
1986年首次在悉尼舉行環繞聲音樂會，有八萬人現場觀眾欣賞。
在1990年代後起再度為電視和電影作曲，並在2002年因其黃昏的清兵衛而獲第26回日本电影金像奖的最佳配樂和音效獎。21紀初轉到登昂唱片公司。
2011年311震災後為賬災義演時，因為水災告吹而把原定演出的場地和器材，重新演繹行星組曲推出慈善專輯<PLANET ZERO>。2012年發表了初音未來的交響曲SYMPHONY IHATOV和音樂會。
2016年5月5日病逝，享年八十四歲。

## 親屬
前東北大學校長西澤潤一是他的表親。

## 外部連結
- 作曲家的facebook （页面存档备份，存于）
- 初音交響樂 （页面存档备份，存于）

1. ↑  精選CD The cosmos of Tomit的歌詞和附文介紹BVCC-37296 RCA RED SEAL 74321-80096-2 RCA RED SEAL